# 贝贾亚
贝贾亚位于阿尔及利亚东北部地中海沿岸，是贝贾亚省的首府，人口187,076（2004年）。

## 地名
贝贾亚这个阿拉伯语地名来自卡比勒语的，与tabegga、tabeɣayt等意为“树莓、野桑葚”的词有关（ta-是柏柏尔语中的阴性前缀）。同样词根的地名在马格里布的其他地方也能见到，如突尼斯的沙格镇（‎，Dougga）、巴杰（‎，Bāja）以及阿尔及利亚奧雷斯山脈的巴加伊等。
在中世纪的罗曼语中，贝贾亚被称作Bugaya（来自阿拉伯语Bugāya，比较西班牙语Bujía、意大利语Bugía），用来指该城制造的蜡烛，这些蜡烛以其质量好出名。法语的bougie（“蜡烛、探条”）便是来自这个地名，英语的bougie则来自法语。